# Democracia semidirecta
La democracia semidirecta es en política, un tipo de democracia que combina los mecanismos de la democracia directa y el gobierno representativo. En la democracia semidirecta los representantes administran la gobernanza cotidiana, pero los ciudadanos siguen siendo soberanos, pudiendo controlar sus gobiernos y las leyes mediante diferentes formas de acción popular: referéndum vinculante, iniciativa legislativa popular, revocatoria de mandato, plebiscitos y consulta popular. Las dos primeras formas -referendos e iniciativas- son ejemplos de legislación directa.

## Aplicación
Un gobierno es elegido, pero a diferencia del sistema representativo, se disponen de unos mecanismos vinculantes de control, donde el pueblo toma el poder y puede vetar leyes del parlamento, o proponer nuevas leyes, que posteriormente serán sometidas a referéndum vinculante. Estos mecanismos son el referéndum vinculante y la iniciativa popular legislativa. Existen otros mecanismos como la revocatoria de mandato, la avocación y el plebiscito. Los principales países donde se aplica son Suiza y Liechtenstein.

### Suiza
La era moderna de un acercamiento a la democracia directa a nivel federal y local comenzó en las ciudades de Suiza en el siglo XIX. En 1847 los suizos añadieron el referéndum estatutario a su constitución. Pronto pensaron que tener solamente el poder de vetar las leyes que producía el Parlamento no era suficiente, y así en 1891 añadieron la iniciativa de enmienda constitucional. 
Las batallas políticas suizas han ofrecido al mundo desde entonces una experiencia importante en la puesta en práctica de este tipo de iniciativas. En los últimos 120 años más de 240 iniciativas han sido votadas en referéndum. Además, algunas veces se ha optado por iniciativas que son reescritas por el gobierno. Suiza se ha convertido así en referente y ejemplo para muchos países en los que desde las instituciones o desde movimientos ciudadanos se promueve la introducción de mecanismos de democracia directa.

### Liechtenstein
La democracia directa en Liechtenstein se remonta a la Constitución de 1921, y sus poderes han sido ampliados varias veces desde entonces, la última de ellas en 2003. Actualmente, en las consultas populares se puede modificar la Constitución, proponer leyes, la secesión de los municipios, mociones de censura sobre el príncipe o la abolición de la monarquía, entre otros. Aunque inicialmente Liechtenstein se inspiró en el modelo suizo, tiene hoy bastantes más elementos de democracia directa que el país helvético, y está clasificado en los primeros puestos del índice de democracia directa elaborado por Initiative and Referendum Institute Europe.

### Estados Unidos
Otro ejemplo importante son los Estados Unidos, donde a pesar de no existir democracia directa a nivel federal, la mayoría de los estados (49 de los 50) y muchos municipios permiten que los ciudadanos promuevan la votación de iniciativas, y la gran mayoría de los estados cuentan con mecanismos para promover iniciativas o referendos. Existen también reuniones comunitarias (town meetings) y diversas instituciones a nivel municipal, donde los ciudadanos pueden interactuar con los responsables de la administración en la toma de decisiones.
California tiene una forma de democracia semidirecta en la que los ciudadanos pueden iniciar el proceso de referéndum si pueden reunir suficientes firmas de petición. Si se reúnen suficientes firmas de petición, el electorado de todo el estado puede votar para aprobar o desaprobar una ley.

## Análisis del funcionamiento en Suiza

### Ventajas y funcionalidades
- Poder de los ciudadanos: 
  - Los mecanismos de democracia directa hacen más fácil a los ciudadanos participar en la toma de decisiones sobre temas políticos. También entidades políticas que no forman parte del gobierno están envueltas en el proceso de toma de decisiones. Hay un control permanente de las clases políticas.[6]
- Legitimación: 
  - La democracia semidirecta legitima las decisiones políticas.[7]
  - Las decisiones políticas son ampliamente aceptadas por todos los actores en el ámbito político, económico y social. Las leyes basadas en un referéndum son más populares que decisiones unilaterales forzadas por los políticos.[8]
- Influencia de minorías: 
  - Cada entidad política puede exitosamente articular sus propias demandas. Incluso iniciativas y referendos con bajo porcentaje de éxito tienen influencia indirecta en la opinión pública.[8]
- Pactismo entre partidos y resto de actores políticos: 
  - Hay una fuerte tendencia para alcanzar compromisos y tener en cuenta la opinión pública, ya que de lo contrario los políticos se encontrarían con una iniciativa popular no prevista o la posibilidad de un veto a una ley. Provoca que los políticos estén en permanente contacto con la sociedad escuchando a las minorías.[8]
- Distribución del poder: 
  - La distribución de poder entre tantos actores permite la convivencia pacífica entre comunidades con idiomas, culturas e ideas diferentes.
- Comunicación política y socialización política: 
  - Los ciudadanos tienen más conocimiento del sistema político que en las democracias representativas. Hay un mayor esfuerzo en lograr acuerdos, produciéndose un mayor intercambio de información. Se refuerzan principios democráticos básicos, como el respeto a los argumentos del oponente político.[8]
- Impacto sobre los ciudadanos: 
  - Los ciudadanos se identifican positivamente con el Estado.[6]
  - Hay un alto interés de los ciudadanos por la política.[7]
  - Es satisfactorio para los ciudadanos que su opinión tenga un rol clave en la política.[7]
  - Se incrementa la confianza de los ciudadanos en las instituciones políticas.[6]
  - Los ciudadanos toman consciencia de que son responsables de las decisiones que son realizadas en la urnas.[8]
- Duración: 
  - La lentitud del sistema permite que se eviten aprobar leyes basadas en reacción a noticias, de forma precipitada, o por la cercanía de elecciones.[7]
- Menos burocracia, menores impuestos y un Estado efectivo.[6]

### Inconvenientes y disfuncionalidades
- Participación: En la práctica solo una pequeña minoría de la sociedad participa activamente.[8] Debido al gran y diverso número de toma de decisiones, hay riesgo de que la sociedad se convierta en políticamente pasiva. Los electores no son capaces de estar informados sobre todos los cambios a causa de la gran cantidad de información, especialmente alrededor de temas complejos.[8]
- Duración de la toma de decisiones: Se ralentiza el proceso de toma de decisiones. La búsqueda de un compromiso entre los diferentes participantes (partidos, grupos de interés/lobbies, sociedad) puede ser larga.[8]
- Distribución de poder de los partidos políticos: Debilita la posición de los actores políticos en el gobierno y refuerza el rol de la oposición, permitiéndose la discusión y debate de sus argumentos. Los diferentes partidos de la oposición discuten entre ellos menos que en la democracia representativa. Grupos de interés también pueden provocar debate sobre temas particulares sin sufrir consecuencias políticas, debilitando la posición de los partidos políticos.[8]
- Polarización: Puede exacerbar conflictos políticos especialmente en asuntos polarizados de todo o nada. Hay un riesgo de que se derive en una tiranía de la mayoría sobre la minoría. Reduciendo las opciones a sí y no, el voto popular limita las opciones de negociación y compromisos.[8]
- Innovación: El referéndum ralentiza la innovación, siendo un ejemplo la tardía aprobación del sufragio femenino a nivel federal en 1971.[6]
- Negociación internacional: La ralentización de la toma de decisiones convierte a Suiza en un socio internacional difícil negociando.[7]
- Temas de votación: El sistema de iniciativas puede provocar que se lancen y se sometan a voto temas polémicos. Actualmente no hay ningún mecanismo que asegure que las iniciativas sean compatibles con el derecho internacional, como intentó el propio gobierno suizo.[7]